# جون تريسي إليس
جون تريسي إليس (بالإنجليزية: John Tracy Ellis)‏ هو مؤرخ أمريكي، ولد في 30 يوليو 1905 في سينيسا في الولايات المتحدة، وتوفي في 16 أكتوبر 1992.